# Aleuronudus jaciae
Aleuronudus jaciae là một loài côn trùng cánh nửa trong họ Aleyrodidae, phân họ Aleurodicinae.
Aleuronudus jaciae được Bondar miêu tả khoa học đầu tiên năm 1923.